# Abragão
Abragão es una freguesia portuguesa del concelho de Penafiel, con 8,87 km² de superficie y 2527 habitantes (2001). Su densidad de población es de 284,9 hab/km².